# Mamnoon Hussain
Mamnoon Hussain (tiếng Urdu: ممنون حسین (23 tháng 12 năm 1940 - 14 tháng 7 năm 2021) là một chính khách và nhà kinh doanh ngành dệt Pakistan người được bầu làm tổng thống Pakistan năm 2013.
Hussain trong một thời gian ngắn đảm nhận chức thống đốc của Sindh vào năm 1999, nhiệm kỳ thống đốc đã bị rút ngắn bởi cuộc cuộc đảo chính quân sự tháng 10 năm 1999. Ông được bầu làm tổng thống thứ 12 của Pakistan ngày 30 tháng 7 năm 2013, và sẽ nhậm chức vào ngày 8 tháng 9 năm 2013, kế vị Asif Ali Zardari, là người không tham gia tái tranh cử và nghỉ hưu.

## Tiểu sử
Mamnoon Hussain là một người muhajir, sinh ở Agra. Ông di cư vào năm 1954 từ Ấn Độ và tốt nghiệp đại học từ Viện Quản trị Kinh doanh (IBA) trong Karachitrong những năm 1960. Hussain đã từng là chủ tịch của Phòng Thương mại và Công nghiệp Karachi. Trong một thời gian ngắn ông giữ chức thống đốc Sindh trong năm 1999.

## Sự nghiệp chính trị
Mamnoon Hussain được bầu làm tổng thống thứ 12 của Pakistan khi là ứng cử viên chính thức của PML-N trong cuộc cuộc bầu cử tổng thống tháng 7 năm 2013. Hussain giành được 432 phiếu và đối thủ duy nhất của ông Wajihuddin Ahmed nhận được 77 phiếu.